# Máté Gábor (esztéta)
Máté Gábor (Szederjes, 1933. november 18.–  2002. április 12.) erdélyi magyar esztéta, esszé- és tanulmányíró.

## Életútja
A székelykeresztúri tanítóképző elvégzése (1952) után román nyelv és irodalom szakos diplomát szerzett a Bolyai Tudományegyetemen (1956), ahol pályáját is megkezdte; a Babeș–Bolyai Tudományegyetemen adjunktus, előadótanár, az esztétikai tudományok doktora (1974), majd 1990-től a szegedi Juhász Gyula Pedagógiai Főiskola meghívott előadója.

## Munkássága
Első írását a Korunk közölte (1961). Az ízlés és művelődés tárgyköréből vett tanulmányai, esszéi itt, valamint az Utunk, Steaua, Tribuna, Echinox, NyIrK, Era Socialistă, Transilvania, Syntesis s más folyóiratokban jelentek meg. A Korunkban megjelent fontosabb tanulmányai:
- Trilógia a változó román faluról (1964/4); A művész Călinescu (1965/1);
- Titu Maiorescu mai szemmel (1965/5);
- A modern román irodalom kezdeteiről (1965/12);
- Tertulian esszéi (1969/1).

Román nyelven monográfiát írt Lukács Györgyről, s önálló kötetben foglalkozott a giccsel.
Antológiába gyűjtötte Katonák c. alatt román szerzők írásait a román függetlenségi háborúról, annak századik évfordulója alkalmából (Kolozsvár, 1977). Összeállításában jelent meg Tudor Arghezi magyarra fordított verseinek kötete Illő igék cím alatt (Kolozsvár, 1980).

## Kötetei
- Georg Lukács şi epopeea lumii moderne (Kolozsvár, 1979);
- Filozófia és regény (1982);
- Universul Kitschului (Kolozsvár, 1985).
- Ízlésficam : a giccs világa (Bukarest, 1988)